# Rayo (1751)
Pour les articles homonymes, voir Rayo (homonymie).
Le Rayo est un vaisseau de ligne de 80 puis 100 canons en service dans la marine espagnole de 1751 à 1805. Après avoir servi pendant la guerre de Sept Ans et la guerre d'indépendance des États-Unis, il est reconstruit à Cadix et est présent à la bataille de Trafalgar à la suite de laquelle il fait naufrage.

## Conception et construction
Commandé en 1748, le Rayo est construit à La Havane, en bois des îles, sur les plans de l'architecte naval Gaztañeta. Lancé le 28 juin 1749, il est long de 55 m, large de 15,8 m et son tirant d'eau est de 7,9 m.
Lors de sa construction, il est pourvu de deux ponts et armés avec 80 canons. Il est équipé, lors de sa refonte de 1804, d'un troisième pont et de 100 canons.
En 1805, son armement est constitué de 30 canons de 36 livres, de 32 canons de 24 livres et de 30 canons de 8 livres. S'ajoutent à ces canons proprement dits, 4 obusiers de 4 livres et 4 caronades de 28 livres.

## Historique
Le Rayo rejoint Cadix en mars 1752. 
En mars 1765, il est envoyé en mission à Gênes puis revient en Espagne et atteint Carthagène le 11 août. En 1768, il est mis en bassin de radoub à Carraca et caréné jusqu'en avril 1769. Alors réarmé, il est désarmé deux ans plus tard en avril 1771. Il passe de nouveau en carène en 1776.

### Guerre d'indépendance des États-Unis
Le Rayo est réarmé le 23 juin 1779 pour participer à la campagne franco-espagnole dans la Manche. Après l'échec du débarquement sur les côtes de Cornouailles, les navires espagnols se replient et le Rayo rejoint Brest le 13 septembre.
Rentré à Cadix le 8 février 1780, il reste en opération autour de ce port et dans le secteur du cap Saint-Vincent pendant sept mois. De nouveau en opération avec la flotte française pendant deux mois à l'automne 1780, il retourne dans le secteur du cap Saint-Vincent. Recevant un nouveau mât de beaupré en avril 1781, il opère entre Minorque et la Manche puis alterne, pendant la fin de l'année 1781 et le début de 1782, les campagnes autour du cap Saint-Vincent et les relâches à Cadix.

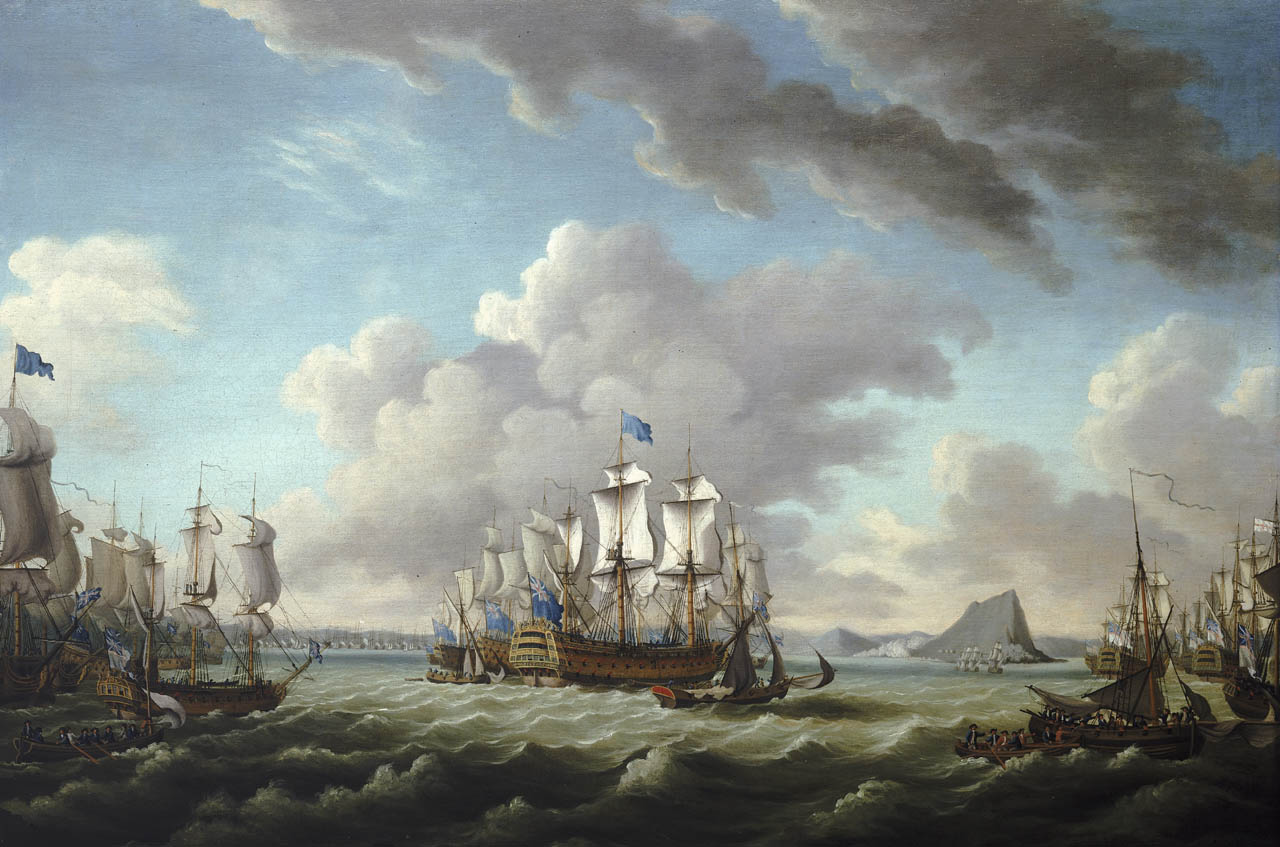
Arrivé de l'escadre de Howe devant Gibraltar avant la bataille du cap Spartel.

À l'été 1782, le Rayo se rend à Ouessant puis à Terre-Neuve avant de revenir opérer en baie d'Algésiras où les Espagnols assiègent Gibraltar. Le 20 octobre 1782, le vaisseau participe à la bataille du cap Spartel mais n'y subit aucun dommage.
Renvoyé à Cadix, il y est désarmé le 23 avril 1783 et bénéficie de nouveaux travaux de carénage ainsi que du doublage en cuivre de sa coque. Réarmé en décembre 1783, il effectue des missions entre Cadix et Carthagène pendant l'année 1784 puis est de nouveau désarmé fin novembre pour trois mois. Réarmé en février 1785, il opère pendant quelques mois entre Port-Mahon et Carthagène puis est de nouveau désarmé.

### Guerres de la Révolution françaises
Le Rayo ne joue pas de rôle majeur pendant les guerres de la Révolution françaises. Réarmé en février 1790, il est de nouveau désarmé le 30 décembre et ne retrouve le service actif qu'en février 1792. Il ne participe à aucun combat avant d'être désarmé en 1798 et d'être refondu en profondeur dans les chantiers de Carraca.

### Campagne de Trafalgar
Le Rayo se trouve à Cadix lorsque la flotte combinée de Villeneuve y entre le 19 août 1805. Il est armé avec des équipages improvisés pour pouvoir rejoindre la flotte franco-espagnole et est commandé par Enrique Macdonell. Lors du conseil de guerre du 8 octobre, les officiers alliés insistent sur l'incapacité du Rayo à prendre part efficacement à une bataille ; mauvais voilier, manœuvré par un équipage inexpérimenté, il ne pourra en effet quasiment pas prendre part à la bataille de Trafalgar.
Sortie de Cadix les 19 et 20 octobre 1805, la flotte combinée rencontre la flotte britannique au matin du 21 octobre. Censé se situer à l'antépénultième position de la ligne de bataille, le Rayo se retrouve dans l'avant-garde après le virement de bord allié. Mauvais marcheur, le vaisseau espagnol ne parvient pas à tenir sa place et se retrouve à droite de la ligne de bataille, proche du San Francisco de Asís et du Héros. La ligne alliée est coupée par la colonne Nelson en arrière du Rayo, Villeneuve ordonne alors aux vaisseaux de l'avant-garde de virer pour se porter au combat. Le Rayo effectue un virement lof pour lof puis s'éloigne vent arrière. À la fin de la journée, il rallie le Príncipe de Asturias et rentre à Cadix.

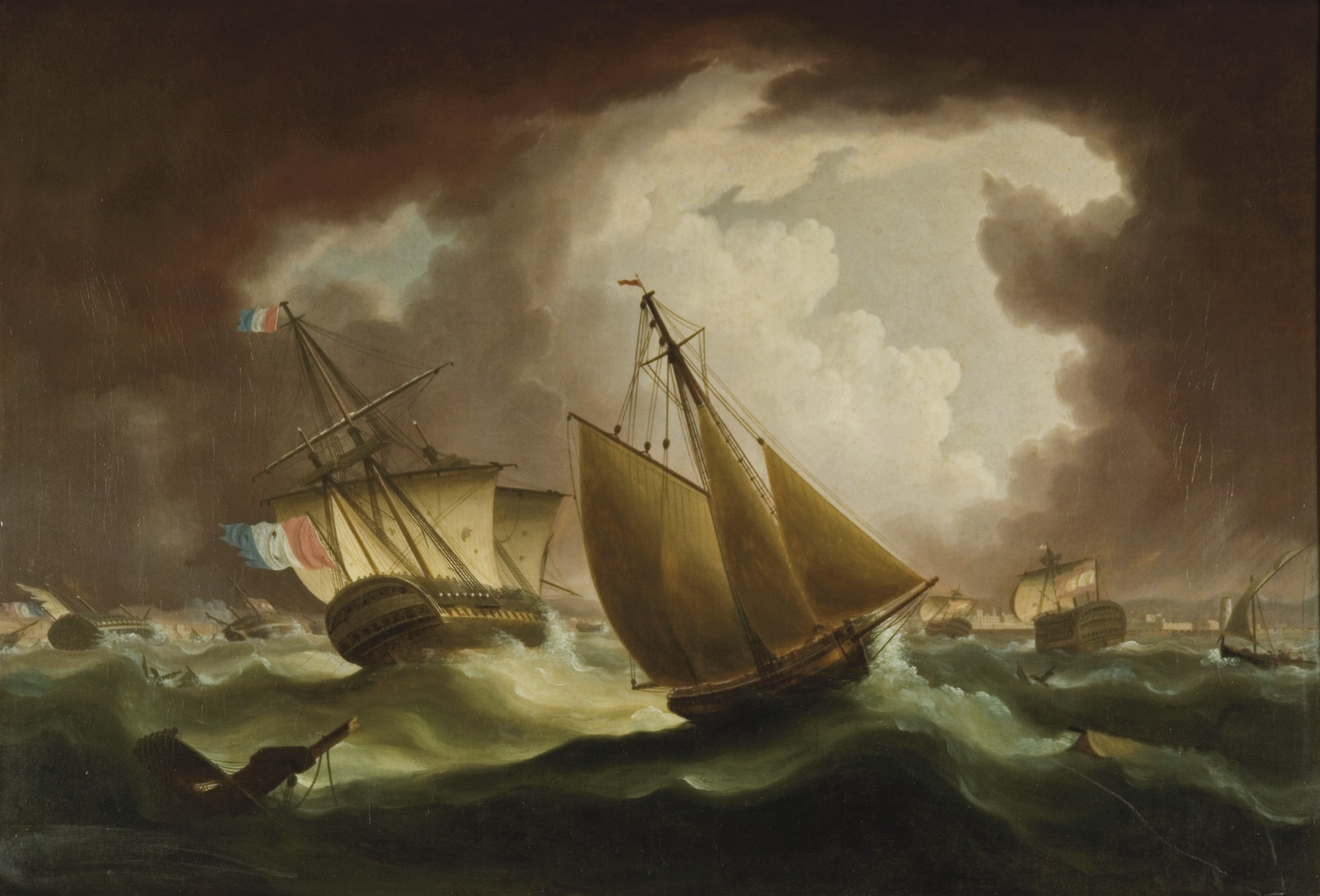
Retour des rescapés de la bataille de Trafalgar à Cadix.

Comptant seulement 4 tués et 14 blessés sur les 843 hommes de l'équipage et peu endommagé, le Rayo fait partie des vaisseaux qui contre-attaquent le 23 octobre derrière le Pluton du capitaine de vaisseau Cosmao. La Santa Ana et le Neptuno sont repris, mais les conditions météorologiques empirent et le Rayo et le San Francisco de Asís sont jetés à la côte. Les Britanniques incendient l'épave du Rayo.